# Boda landskommun, Värmland
För landskommunen med detta namn i Dalarna, se Boda landskommun, Dalarna.
Boda landskommun var en tidigare kommun i Värmlands län.

## Administrativ historik
Kommunen inrättades i Boda socken i Jösse härad i Värmland när 1862 års kommunalförordningar trädde i kraft den 1 januari 1863.
Vid kommunreformen 1952 uppgick den i Brunskogs landskommun som upplöstes 1971 då denna del uppgick i Kils kommun.

## Politik

### Mandatfördelning i Boda landskommun 1946
| 2 | 6 | 12 |

| 19 |